# 思いきりアメリカン 〜I Love Poping World,Anri〜
『思いきりアメリカン 〜I Love Poping World, Anri〜』（おもいきりアメリカン アイ・ラブ・ポッピング・ワールド アンリ）は、日本の歌手、杏里の2枚目のベスト・アルバムである。1982年5月21日発売。発売元はフォーライフ・レコード。

## 概要
前月に発売された同タイトルの最新ヒットシングル「思いきりアメリカン」を筆頭に、主にアルバム未収録シングル曲とアルバム『哀しみの孔雀』から選曲して収録したベストアルバム。1985年8月に初CD化された。
2011年に杏里のフォーライフ所属時の歴代のアルバムが相次いでリマスターされ再リリースされたが、現段階で本作は対象外となっている。なお、本来のスペルは ″poping″ ではなく ″popping″ が正しい。

## 収録曲

### LP / CT
| #  | タイトル                   | 作詞           | 作曲     | 編曲   | 時間 |
| -- | -------------------------- | -------------- | -------- | ------ | ---- |
| 1. | 「思いきりアメリカン」     | 竜真知子・杏里 | 小林武史 | 佐藤準 | 3:27 |
| 2. | 「マウイムーン」           | 湯川れい子     | 鈴木慶一 | 岡田徹 | 2:46 |
| 3. | 「インスピレーション」     | 尾崎亜美       | 尾崎亜美 | 佐藤準 | 3:28 |
| 4. | 「海辺から」               | 三浦徳子       | 杏里     | 鈴木茂 | 4:17 |
| 5. | 「エスプレッソで眠れない」 | 糸井重里       | 鈴木慶一 | 岡田徹 | 2:49 |
| 6. | 「砂浜」                   | かおる         | かおる   | 岡田徹 | 3:54 |

| #  | タイトル                   | 作詞       | 作曲     | 編曲     | 時間 |
| -- | -------------------------- | ---------- | -------- | -------- | ---- |
| 1. | 「オリビアを聴きながら」   | 尾崎亜美   | 尾崎亜美 | 瀬尾一三 | 4:36 |
| 2. | 「地中海ドリーム」         | 尾崎亜美   | 尾崎亜美 | 鈴木茂   | 3:06 |
| 3. | 「さよならは夜明けの夢に」 | 鈴木博文   | 岡田徹   | 岡田徹   | 3:24 |
| 4. | 「コットン気分」           | かおる     | かおる   | 岡田徹   | 3:29 |
| 5. | 「哀しみの孔雀」           | 佐藤奈々子 | 杏里     | 岡田徹   | 3:44 |
| 6. | 「リビエラからの手紙」     | 佐藤奈々子 | 鈴木慶一 | 岡田徹   | 2:31 |

### CD
| #   | タイトル                   | 作詞           | 作曲     | 編曲     | 時間 |
| --- | -------------------------- | -------------- | -------- | -------- | ---- |
| 1.  | 「思いきりアメリカン」     | 竜真知子・杏里 | 小林武史 | 佐藤準   | 3:27 |
| 2.  | 「マウイムーン」           | 湯川れい子     | 鈴木慶一 | 岡田徹   | 2:46 |
| 3.  | 「インスピレーション」     | 尾崎亜美       | 尾崎亜美 | 佐藤準   | 3:28 |
| 4.  | 「海辺から」               | 三浦徳子       | 杏里     | 鈴木茂   | 4:17 |
| 5.  | 「エスプレッソで眠れない」 | 糸井重里       | 鈴木慶一 | 岡田徹   | 2:49 |
| 6.  | 「砂浜」                   | かおる         | かおる   | 岡田徹   | 3:54 |
| 7.  | 「オリビアを聴きながら」   | 尾崎亜美       | 尾崎亜美 | 瀬尾一三 | 4:36 |
| 8.  | 「地中海ドリーム」         | 尾崎亜美       | 尾崎亜美 | 鈴木茂   | 3:06 |
| 9.  | 「さよならは夜明けの夢に」 | 鈴木博文       | 岡田徹   | 岡田徹   | 3:24 |
| 10. | 「コットン気分」           | かおる         | かおる   | 岡田徹   | 3:29 |
| 11. | 「哀しみの孔雀」           | 佐藤奈々子     | 杏里     | 岡田徹   | 3:44 |
| 12. | 「リビエラからの手紙」     | 佐藤奈々子     | 鈴木慶一 | 岡田徹   | 2:31 |

### 楽曲解説
1. 思いきりアメリカン
  - 10枚目のシングル表題曲。
2. マウイムーン
  - 6枚目のシングル「可愛いポーリン」B面曲。
3. インスピレーション
  - 4枚目のシングル表題曲。
4. 海辺から
  - 2作目のアルバム『Feelin'』収録曲。シングル「涙を海に返したい」B面曲。
5. エスプレッソで眠れない
  - 3作目のアルバム『哀しみの孔雀』収録曲。9枚目のシングル表題曲。
6. 砂浜
  - 7枚目のシングル「コットン気分」B面曲。
7. オリビアを聴きながら
  - デビュー・シングル表題曲。
8. 地中海ドリーム
  - 2枚目のシングル表題曲。
9. さよならは夜明けの夢に
  - 3作目のアルバム『哀しみの孔雀』収録曲。ムーンライダーズのカバー。
10. コットン気分
  - 7枚目のシングル表題曲。
11. 哀しみの孔雀
  - 3作目のアルバム『哀しみの孔雀』表題曲。
12. リビエラからの手紙
  - 3作目のアルバム『哀しみの孔雀』収録曲。